# Thagria normani
Thagria normani är en insektsart som beskrevs av Nielson 1977. Thagria normani ingår i släktet Thagria och familjen dvärgstritar. Inga underarter finns listade i Catalogue of Life.